# الأمم المتحدة ومكافحة تشويه صورة الأديان
تشويه صورة الأديان هي مسألة تناولتها الأمم المتحدة عدة مرات منذ 1999. حيث تم التصويت واصدار عدة قرارات غير ملزمة تضمنت ادانة الأمم المتحدة ل«تشويه صورة الأديان». هذه المقترحات كانت برعاية ودعم من منظمة المؤتمر الإسلامي والتي تهدف إلى حظر أي تعبير «من شأنه اذكاء التمييز والتطرف وسوء الفهم الذي من شأنه أن يؤدي إلى التشرذم مع خطورة العواقب الغير منظورة وعلى المدى البعيد».
كانت دول إسلامية قد عبرت عن مخاوفها من ربط الإسلام أحيانا بالإرهاب وانتهاكات حقوق الإنسان خاصة بعد الهجوم على البرجين التوأمين وجادلت بأن تلك القرارات ضرورية لمكافحة الإسلاموفوبيا.
فيما دانت مجموعات دينية وأيضا ناشطون في مجال حقوق الإنسان وناشطون في مجال حرية التعبير وعدة دولٍ غربية تلك القرارات مجادلة بأنها تعادل بأن تكون قانون تجديف دولي.
أُعتبرت تلك القرارات تتعارض مع بل وتجرم حرية التعبير، وتضمنت قائمة منتقدي القرارات منظمات حقوق الإنسان التي جادلت بأن تلك القرارات تستخدم سياسيا لتعزيز القوانين المحلية المكافحة للتجديف وقوانين الإساءة للأديان، والتي تستخدم لسجن صحفيين وكُتاب وطلبة وخصوم سياسيين ومن يخالفون رأي الأغلبية بشكل سلمي.
تسببت قوانين بدعوى مكافحة تشويه الأديان إلى اعتقالات ومحاكمات وأحكام بالإعدام للعديدين وفي عدة بلدان وفقا لمنظمات لحقوق الإنسان.
في مارس 2010 تقدمت باكستان بمشروع قرار تحت عنوان «مكافحة تشويه صورة الأديان» بالنيابة عن منظمة المؤتمر الإسلامي.
القرار تلقى الكثير من الانتقادات، فقد عبر السفير الفرنسي بالنيابة عن الاتحاد الأوروبي قائلاً (ينبغي أن لايدرج مفهوم التشويه تحت اختصاص حقوق الإنسان لأنه يتعارض مع الحق في حرية التعبير). فيما رفضت السفيرة الأمريكية القرار وقالت (لايمكننا أن نوافق بأن منع الكلام هو وسيلة لتعزيز التسامح، لأننا لازلنا نرى بأن مفهوم «مكافحة تشويه الأديان» استُخدم لتبرير الرقابة والتجريم وفي بعض الحالات الاعتداءات العنيفة والموت لأقليات سياسية، عرقية ودينية حول العالم).
تبنى مجلس حقوق الإنسان التابع للأمم المتحدة القرار في 25 مارس 2010، بتصويت 20 عضوا لصالحه مقابل 17 عضوا ضد القرار فيما امتنع عضوان عن التصويت وتغيب عضوان آخران.

## وصلات خارجية
- قرار للأمم المتحدة حول تشويه صورة الأديان يتعارض مع حرية التعبير وفقا لأعضاء في أيفكس